# James Fitzgerald (12e comte de Desmond de jure)
Pour les articles homonymes, voir James FitzGerald.
James fitz Maurice FitzGerald  (mort en 1541) est de jure le 12e comte de Desmond de 1534 à sa mort.

## Contexte
James fitz Maurice FitzGerald, est le petit-fils de Thomas FitzGerald (11e comte de Desmond). Le père de James, Maurice, était mort de la peste peu de temps avant que Thomas n'accède au titre comtale et après sa mort James lui succède.
Cependant le titre de  James lui est disputé par son grand oncle John fitz Thomas FitzGerald. John meurt dès 1536. Bien que James lui survive jusqu'en 1540, il a comme successeur le fils de John James FitzGerald.
Alfred Webb nous précise que James était désigné sous le nom de  « Court Page  » (c'est-à-dire le Page de cour) car il avait été otage pour son grand père à la court du Château de Windsor. Lorsque le comté devient vacant en  1534, Henri VIII d'Angleterre  
le comble d'honneurs et arme des navires pour l'accompagner sur les côtes irlandaises. Il lui fournit un certain nombre d'hommes qui étaient prêts à le soutenir contre ceux qui étaient enclins à contester son titre et ses droits sur son patrimoine et son héritage. Sur place son titre lui est contesté par son grand-oncle qui bénéficie de l'appui d'une puissante faction et qui s'était autoproclamé  de facto le 12e comte de Desmond. John fitz Thomas meurt vers Noel 1536. Le Court Page ne  jouit longtemps de ses honneurs car il est assassiné à Leacan Sgail dans le comté de Kerry, par son cousin,  Maurice an Torteáin, fils de son concurrent le 19 mars 1541. Il avait épousé une fille de son grand-oncle, Cormac Óg Mac Carthy.

## Union
James fitz Maurice FitzGerald épouse Marie, fille de Cormac Óg Mac Carthy, dont il n'a pas d'enfant.

## Source
- (en) T.W Moody, F.X. Martin, F.J. Byrne A New History of Ireland , Volume IX Maps, Genealogies, Lists. A companion to Irish History part II. Oxford University Press réédition 2011  (ISBN 978-0-199-59306-4).